# Nomenklatur (Astronomie)
Astronomische Nomenklatur ist das Fachgebiet der Benennung von Himmelskörpern. Im Altertum waren nur die Sonne und der Mond sowie einige hundert Sterne und die am einfachsten sichtbaren Planeten mit Namen versehen. Über die letzten hundert Jahre stieg die Anzahl der identifizierten astronomischen Objekte von Hunderten auf über eine Milliarde und mehr werden jedes Jahr entdeckt. Astronomen müssen in der Lage sein, systematische Bezeichnungen zuzuweisen, um einerseits alle allein zu identifizieren, andererseits interessanten Objekten Namen zu geben und, wenn relevant, auch den Merkmalen auf diesen Objekten.
Die Internationale Astronomische Union (IAU) ist eine Gesellschaft, die offiziell von Astronomen und anderen Wissenschaftlern als die De-facto-Namensgebungsautorität für Himmelsobjekte anerkannt wird. In Erwiderung auf das Bedürfnis für eindeutige Namen brachte sie einige systematische Benennungssysteme für verschiedene Himmelskörper hervor.

## Sternennamen
Gemäß der IAU haben Sterne – außer einer Anzahl von hellen Sternen mit historischen Namen – keine Eigennamen. Existieren historische Namen, kommen diese mit einigen Ausnahmen aus der arabischen Sprache, weil die Araber am Beginn der modernen Astronomie führend waren. Siehe Liste von Sternennamen für Beispiele.
Es gibt mehrere tausend Sterne, die am irdischen Himmel hinreichend hell sind, um mit dem bloßen Auge sichtbar zu sein, was die Grenze für die mögliche Anzahl von Sternen setzte, die von alten Kulturen benannt werden konnten. Diese Grenze ist ungefähr, da sie von der Sehschärfe jedes Beobachters abhängt, aber zehntausende Sterne (die mit dem bloßen Auge erkennbaren Sterne bis zur sechsten sichtbaren Helligkeit) scheinen eine Obergrenze für das physiologisch Mögliche zu bilden.
Schätzungen der Sterne mit bekannten Namen sind zwischen 300 und 350. Diese sind meist die hellsten Sterne am Himmel oder Sterne, die Teile von Sternbildern bilden. Die Anzahl von Eigennamen von Sternen ist größer als die Anzahl der Sterne mit Eigennamen, da unterschiedliche Kulturen Sterne voneinander unabhängig benannten. z. B. war der Stern, der als Polarstern bekannt ist, zu unterschiedlichen Zeiten und an verschiedenen Orten unter den Namen Al-Ruccabah, Engel-Stern, Anziehungspunkt, der Leitstern, Mismar, Navigatorie, Phonice, der Pol-Stern, der Stern von Arcady, Tramontana oder Yılduz bekannt.
Mit dem Aufkommen von lichtstärkeren Teleskopen wurden viel mehr Sterne sichtbar – viel mehr, als man benennen hätte können. An Stelle dessen bekamen sie Bezeichnungen von verschiedenen Sternkatalogen. Ältere Kataloge wiesen entweder eine beliebige Nummer dem Objekt zu oder verwendeten ein einfaches systematisches Namensschema, wie z. B. eine Kombination von Sternbildnamen mit den griechischen Buchstaben. Mehrere Sternkataloge bedeutete aber, dass manche Sterne mehrere Bezeichnungen hatten. z. B. hat der Stern mit dem arabischen Namen Rigil Kentaurus auch die Bayer-Bezeichnung Alpha Centauri.
Als das Auflösungsvermögen der Teleskope größer wurde, kam man zu der Erkenntnis, dass zahlreiche Objekte, von denen man annahm, dass sie einzelne Objekte wären und die zu nah beieinander im Himmel waren, um sie mit dem menschlichen Auge auseinanderzuhalten, sich als Mehrfachsternsysteme entpuppten. Diese und andere Verwirrungen streichen es heraus, dass man bei der Bezeichnung sehr achtsam sein muss. z. B. besteht Rigil Kentaurus aus drei Sternen in einem Dreifachsternsystem, die als Rigil Kentaurus A, B und C bezeichnet werden.
Viele moderne Kataloge sind mit Computern und hochauflösenden, hochempfindlichen Teleskopen erzeugt worden und beschreiben eine sehr große Zahl von Objekten. Objekte in diesen Katalogen sind typisch mit sehr hoher Auflösung platziert, und Bezeichnungen werden diesen Objekten anhand ihrer Positionen am Himmel vergeben. Als Beispiel geben wir SDSSp J153259.96-003944.1 an, wobei die Abkürzung „SDSSp“ zeigt, dass es sich um ein Objekt im „Sloan Digital Sky Survey preliminary objects“ handelt. Die anderen Zeichen geben die Himmelskoordinaten an.
Der erdnächste Stern, unsere Sonne, wird typisch einfach als die „Sonne“ bezeichnet oder wie dieses Wort jeweils in anderen Sprachen heißt, z. B. manchmal in Science-Fiction bei seinem lateinischen Namen Sol.

### Abkürzungen der Sternkataloge
Die IAU ist der höchste Verwalter des Namensraums für astronomische Bezeichnungen in Katalogen für astronomische Objekte. Zweck dabei ist, von den unterschiedlichen Katalogen vergebene Namen unzweideutig zu halten. Es hat viele historische Sternkataloge gegeben und neue Sternkataloge werden weiterhin regelmäßig erstellt, weil neue Himmelsdurchmusterungen durchgeführt werden. Alle Bezeichnungen von Objekten in den letzten Sternkatalogen beginnen mit einer Abkürzung, die von der IAU weltweit einheitlich gehalten wird. Unterschiedliche Sternkataloge haben unterschiedliche Namenskonventionen für das, was nach dieser Abkürzung kommt, aber moderne Kataloge tendieren, eine Menge von generischen Regeln für die verwendeten Datenformatierungen zu befolgen.

### Sterntaufe
Mehrere sternbenennende Firmen verkaufen das Recht, unter welchem Namen der Käufer es wünscht, Sterne in ihren privaten Registern aufzulisten. Diese Firmen dementieren typischerweise die Tatsache, dass sie nicht mit der wissenschaftlichen Gesellschaft assoziiert sind und dass solche Geschenke ein Novum symbolischer Natur sind. Die starke Konsumentennachfrage für Sternbenennungsgeschenke hält diese Firmen im Geschäft, auch wenn sie die Konsumenten gut informieren, jedoch werden diese Namen von der IAU und somit von den meisten Astronomen nicht als „offiziell“ anerkannt. Die meisten astronomischen (und internationalen wissenschaftlichen) Organisationen sagen, dass die IAU die einzige Körperschaft ist, die offiziell Himmelsobjekte benennen darf. (In der Tat überbuchen die Firmen prominente Sterne mit anderen Namen. Manchmal gibt dieselbe Organisation ein und demselben Objekt verschiedene Namen. Der Kunde wird nicht über die vorhergegangene Benennung informiert.)

## Sternbildnamen und -grenzen
Der Himmel war beliebig in Sternbilder durch Astronomen in der Geschichte gemäß den wahrgenommenen Mustern am Himmel aufgeteilt. Zuerst wurden nur die Formen der Muster festgelegt, und die Sternbildnamen und -anzahl variierte von einer Sternenkarte zur anderen. Obwohl wissenschaftlich bedeutungslos, stellen sie für Menschen brauchbare Referenzpunkte zur Verfügung. 1930 wurden die Sternbildgrenzen von Eugène Joseph Delporte festgelegt und von der IAU angenommen, sodass nun jeder Punkt auf der Himmelssphäre zu einem Sternbild gehört.

## Supernova-Namen
Supernova-Entdeckungen werden an das Zentrale Büro für astronomische Telegramme der Internationalen Astronomischen Union gemeldet, das ein Rundschreiben mit zugewiesenen Namen veröffentlicht. Der Name wird durch das Entdeckungsjahr, gefolgt von einer ein- bis zweibuchstabenlangen Bezeichnung gebildet. Die ersten 26 Supernovae des Jahres bekommen die Großbuchstaben A bis Z zugewiesen. Danach werden mit aa, ab usw. beginnende Paare von Kleinbuchstaben verwendet. Vier historische Supernovae sind einfach durch ihr Entdeckungsjahr bekannt (SN 1006, 1054, 1572 [Tycho Nova] und 1604 [Keplers Stern]). Beginnend mit dem Jahr 1885 werden die Buchstaben verwendet, auch wenn in dem Jahr nur eine Supernova entdeckt wurde (wie z. B. SN 1885A, 1907A), wobei dies zuletzt mit SN 1947A geschah. Die Standardabkürzung „SN“ ist ein optionales Präfix. Als die Instrumente besser wurden und die Anzahl von Amateur- und professionellen Astronomen, die nach ihnen suchten, anstieg, wurden und werden immer mehr Supernovae jedes Jahr entdeckt. Derzeit gibt es mindestens 500 Neuentdeckungen pro Jahr. z. B. war die letzte Supernova 2007 die SN 2007va, was angibt, dass sie die 572. Supernova war, die in diesem Jahr entdeckt wurde – ein Rekordjahr.

## Galaxiennamen
Wie Sterne haben die meisten Galaxien keine Namen. Die Andromedagalaxie oder die Strudelgalaxie und andere sind Ausnahmen, aber die meisten haben einfach Katalognummern.
Im 19. Jahrhundert war die exakte Anzahl von Galaxien noch nicht klar, sodass die frühen Kataloge einfach offene Sternhaufen, Kugelsternhaufen, Nebel und Galaxien gruppierten: der Messier-Katalog beinhaltet 110 Objekte. Die Andromedagalaxie ist das Messier-Objekt 31 oder M 31; die Strudelgalaxie ist M 51.
Der New General Catalogue (NGC, J. L. E. Dreyer 1888) war viel größer und beinhaltete fast 8.000 Objekte, wobei aber immer noch Nebel, Galaxien und Sternhaufen durcheinander katalogisiert wurden und sogar unbestätigte Objekte verzeichnet sind. Objekte werden mit NGC und einer laufenden Nummer bezeichnet. Ganz ähnliche Benennungen aus Katalogkürzel und einer laufenden Nummer findet man für Objekte aus dem Index-Katalog IC und dem Principal Galaxies Catalogue PGC.

## Planetennamen
Die hellsten Planeten am Himmel wurden schon im Altertum benannt. Die wissenschaftlichen Namen wurden aus den römischen Namen genommen: Merkur, Venus, Mars, Jupiter und Saturn. Unser Planet wird gewöhnlich Erde oder nach dem gleichbedeutenden Wort in jeder Sprache genannt (zwei französische Astronomen würden sie la Terre nennen), jedoch wird die Erde erst seit kurzem in der Geschichte als Planet gesehen. Die Erde als Planet gesehen wird manchmal auch mit dem lateinischen Namen Terra benannt.
Mindestens zwei weitere, später entdeckte Himmelskörper wurden Planeten genannt:
- Uranus, von William Herschel 1781 entdeckt,
- Neptun, von Johann Gottfried Galle 1846 (nach der Voraussage von Urbain Le Verrier) entdeckt.

Diesen Himmelsobjekten wurden Namen der griechischen oder römischen Mythologie gegeben, um den altertümlichen Namen zu entsprechen, jedoch nur nach einigen kontroversen Diskussionen. z. B. entdeckte Sir William Herschel den Uranus 1781 und benannte ihn zu Ehren von Georg III. ursprünglich Georgium Sidus (Georgs Stern). Französische Astronomen nannten ihn zuerst Herschel, ehe der Deutsche Johann Bode nach dem griechischen und römischen Gott den Namen Uranus vorschlug. Dieser Name setzte sich um 1850 durch.
Ab 1801 wurden Asteroiden zwischen dem Mars und Jupiter entdeckt. Die ersten paar (Ceres, Pallas, Juno, Vesta) wurden zuerst als Planeten betrachtet. Als immer mehr entdeckt wurden, wurde ihnen der planetare Status aberkannt. Andererseits wurde Pluto 1930 als Planet betrachtet, da er jenseits von Neptun lag. Gemäß diesem Muster wurden mehreren hypothetischen Himmelskörpern Namen gegeben: Vulkan für einen Planeten innerhalb der Merkurbahn; Phaeton für einen Planeten zwischen Mars und Jupiter, von dem angenommen wurde, er sei der Vorgänger der Asteroiden; Themis für einen Saturnmond; und Persephone sowie mehrere andere Namen für einen transplutonischen Planeten.
Diese Namen, die der klassischen Mythologie entspringen, werden nur in westlichen Diskussionen als Standard gesehen. Astronomen anderer Kulturen mit anderen traditionellen Namen verwenden möglicherweise diese Namen in wissenschaftlichen Diskursen nicht. Die IAU missbilligt nicht, dass Astronomen, die z. B. über den Jupiter diskutieren, den arabischen Namen المشتري Al-Mushtarīy oder für den Neptun den chinesischen Namen 海王星 Hǎiwángxīng verwenden.
Ca. 60 Jahre nach der Entdeckung von Pluto begann man damit, eine große Anzahl von großen transneptunischen Objekten zu entdecken. Gemäß den Kriterien, wie Kuipergürtelobjekte klassifiziert werden, wurde es unklar, ob Pluto noch als Planet betrachtet worden wäre, wäre er in den 1990er Jahren entdeckt worden. Heute weiß man, dass Plutos Masse viel geringer ist als einst angenommen und, zusammen mit Eris, eines der beiden größten transneptunischen Objekte bildet. 2006 wurde deshalb Pluto zusammen mit Eris und anderen neu als Zwergplanet eingestuft.

## Natürliche Planetenmonde
Der Mond der Erde ist einfach als Mond oder dem gleichbedeutenden Wort in anderen Sprachen bekannt (wie z. B. la Lune im Französischen). Manchmal wird er in Science-Fiction einfach Luna (lateinisch „Mond“) genannt. Natürliche Satelliten anderer Planeten werden im Allgemeinen nach mythologischen Gestalten benannt, wie z. B. Uranus’ Satelliten nach Gestalten aus William Shakespeares oder Alexander Popes Werken benannt wurden.
Wenn Satelliten neu entdeckt werden, werden ihnen provisorische Bezeichnungen wie „S/2010 J 2“ (der 2010 entdeckte 2. neue Satellit von Jupiter) oder „S/2003 S 1“ (2003 entdeckter 1. neuer Satellit von Saturn) vergeben. Die Initiale „S/“ steht für „Satellit“ und unterscheidet sie von anderen Präfixen wie „D/“, „C/“ und „P/“, die für Kometen verwendet werden. Die Bezeichnung „R/“ wird für planetare Ringe verwendet. Diese Bezeichnungen werden manchmal z. B. „S/2003 S1“ geschrieben, indem die zweite Leerstelle weggelassen wird. Der Buchstabe nach der Kategorie und dem Jahr bezeichnet den Planeten (Jupiter, Saturn, Uranus, Neptun; obwohl keine Neuentdeckungen bei anderen Planeten erwartet werden, werden Mars und Merkur durch den Buchstaben Hermes für Letzteren unterschieden). Pluto wurde vor der Neueinstufung als Zwergplanet durch die IAU mit P bezeichnet. Wird das Himmelsobjekt bei einem Kleinplaneten gefunden, wird dessen bezeichnende Nummer in Klammern verwendet. So hieß der Mond von Ida, Dactyl, zuerst „S/1993 (243) 1“. Als er bestätigt und benannt wurde, hieß er (243) Ida I Dactyl. Ähnlich wurde der vierte Satellit von Pluto Kerberos entdeckt, nachdem Pluto zu einem Zwergplaneten heruntergestuft worden war und eine Nummer für einen Kleinplaneten bekommen hatte. Seine Bezeichnung lautete nun S/2011 (134340) 1 statt S/2011 P 1, obwohl das New-Horizons-Team, das mit der Zwergplanetklassifikation nicht einverstanden war, letzteren verwendete.
- H = Merkur (Hermes)
- V = Venus
- E = Erde
- M = Mars
- J = Jupiter
- S = Saturn
- U = Uranus
- N = Neptun

Anmerkung: Die Zuweisung eines „H“s für Merkur wurde von der USGS Gazetteer of Planetary Nomenclature festgelegt; obwohl sie normalerweise den IAU-Richtlinien genau folgen, ist dies sehr wahrscheinlich die IAU-Konvention, aber eine Bestätigung ist notwendig.
Wenn nach ein paar Jahren die Existenz eines neuentdeckten Satelliten bestätigt und seine Umlaufbahn berechnet wurde, wird ein permanenter Name festgelegt, der die vorübergehende Bezeichnung mit „S/“ am Anfang ersetzt. In der Vergangenheit aber blieben einige Satelliten nach ihrer Entdeckung für erstaunlich lange Zeit unbenannt.
Das römische Nummerierungssystem entstand, als der erste natürliche Satellit außer dem Mond entdeckt wurde: Galileo erwähnte die Galileischen Monde als I bis IV, indem er von Jupiter nach außen zählte. Dies tat er, um seinen Rivalen Simon Marius, der die heute verwendeten Namen vorschlug, zu ärgern, nachdem seine eigenen Vorschläge, diese Himmelskörper nach den Mitgliedern der Familie Medici zu benennen, nicht akzeptiert wurden. Ähnliche Nummerierungsmethoden entstanden mit der Entdeckung der Monde um Saturn und Mars. Obwohl die Nummern ursprünglich gemäß den Umlaufbahnen der Satelliten der Reihe nach vergeben wurden, kam diese Ordnung nach der Entdeckung neuer Objekte durcheinander (z. B. ist „Jupiter V“ der Mond Amalthea, der den Jupiter in einer engeren Umlaufbahn umrundet als Io). Somit war die unausgesprochene Konvention am Ende des 19. Jahrhunderts, dass die Zahlen mehr oder weniger die Entdeckungsreihenfolge wiedergaben, außer den vorhergegangenen historischen Ausnahmen.

## Geologische und geografische Eigenschaften der Planeten und Satelliten
Neben der Benennung der Planeten und ihrer Satelliten müssen auch geologische und geografische Merkmale (Berge, Krater, Vulkane usw.) auf diesen Himmelsobjekten benannt werden.
1919 wurde die IAU gegründet, die ein Komitee beauftragte, die damals gängigen chaotischen Fachbezeichnungen zu normieren. Die Arbeit wurde zumeist von Mary Adela Blagg durchgeführt und der Bericht von ihr und Muller mit dem Namen Named Lunar Formations im Jahre 1935 war die erste systematische Auflistung der Mond-Fachbegriffe. Später wurde unter der Aufsicht von Gerard P. Kuiper The System of Lunar Craters, quadrants I, II, III, IV veröffentlicht. Diese Arbeiten wurden von der IAU angepasst und sind heute anerkannte Quellen für die den Mond betreffenden Fachbegriffe.
Die Mars-Fachbegriffe wurden 1958 geklärt, als ein Komitee der IAU vorschlug, dass die Namen von 128 Helligkeitsmerkmalen, die durch erdgebundene Teleskope beobachtet wurden, angenommen werden. Diese Namen basierten auf einem Fachbegriffssystem, das im späten 19. Jahrhundert vom italienischen Astronomen Giovanni V. Schiaparelli (1879) entwickelt und im frühen 20. Jahrhundert von Eugène Michel Antoniadi (1929) erweitert wurde, der ein in Griechenland geborener Astronom war und in Meudon in Frankreich arbeitete.
Jedoch mit dem Beginn der Raumfahrt und der Weltraumsonden bekam man hochauflösende Bilder von verschiedenen Sonnensystemobjekten, und es wurde erforderlich, Namensgebungsstandards für die auf ihnen sichtbaren Merkmale vorzuschlagen.

## Kleinplaneten
Ursprünglich wurden die Namen für Kleinplaneten genauso vergeben, wie das bei anderen Planeten der Fall war: Namen von griechischen oder römischen Mythen mit einer Vorliebe für weibliche Namen. Mit der Entdeckung des ersten Himmelskörpers im Jahre 1898, der die Marsumlaufbahn kreuzt, wurde eine andere Wahl als passend erachtet und der Name (433) Eros vergeben. Damit wurde mit einem Benennungsmuster begonnen, bei dem weibliche Namen für Hauptgürtelobjekte und männliche Namen für solche mit ungewöhnlichen Umlaufbahnen vergeben wurden.
Als immer mehr Entdeckungen jedes Jahr folgten, wurde dieses System nach und nach als unpassend empfunden und ein neues wurde entwickelt. Derzeit ist die Hauptverantwortung für die Vergabe von Bezeichnungen und Namen für Kleinplaneten beim Committee for Small Body Nomenclature (CSBN), das aus 15 Personen besteht. Wurde ein Objekt mindestens zwei Nächte beobachtet und kann nicht mit einem bekannten Himmelsobjekt identifiziert werden, bekommen Kleinplaneten anfangs eine vorläufige Bezeichnung der Form „[[2001 KX76]]“ (der erste Teil bezieht sich auf das Entdeckungsjahr; der zweite Teil definiert eine sequenzielle Reihenfolge der Entdeckungen in diesem Jahr). Ist eine genügende Anzahl von Beobachtungen dieses Himmelskörpers bekannt, um seine Umlaufbahn zu berechnen, bekommt er eine sequenzielle Nummer zugewiesen – seine 'Bezeichnung' – und kann dann damit wie z. B. (28978) 2001 KX76 benannt werden.
Nachdem die Bezeichnung zugewiesen wurde, bekommt die entdeckende Person die Möglichkeit, einen Namen vorzuschlagen, der, wenn von der IAU akzeptiert, die vorläufige Bezeichnung ersetzt. Dies kann nach einer Beobachtungszeit von zwei bis drei Monaten stattfinden. So bekam z. B. (28978) 2001 KX76 den Namen Ixion und wird nun (28978) Ixion benannt. Der Name wurde offiziell, nachdem er im Minor Planet Circular mit einem kurzen Zitat veröffentlicht wurde, der seine Bedeutung erklärte. Dies kann ein paar Jahre nach der ersten Sichtung stattfinden, oder wie im Falle von verlorengegangenen Kleinplaneten Jahrzehnte dauern, bis sie wiederentdeckt werden und schließlich eine Bezeichnung bekommen. Bleibt ein Kleinplanet zehn Jahre unbenannt, nachdem er seine Erstbezeichnung bekam, wird das Namensgebungsrecht auch an andere Personen vergeben, die andere Erscheinungen dieses Objekts beobachtet und gemeldet haben.
In den letzten Jahren haben automatische Beobachtungen wie LINEAR oder LONEOS abertausende neue Asteroiden entdeckt, sodass das CSBN offiziell die Anzahl der zu benennenden Objekte pro entdeckender Person auf zwei pro Monat eingeschränkt hat. Deshalb hat die überwältigende Mehrheit der neuentdeckten Asteroiden derzeit keinen formellen Namen zugewiesen bekommen.
Unter den IAU-Regeln müssen Namen aussprechbar sein und vorzugsweise aus einem Wort bestehen (wie z. B. (5535) Annefrank), obwohl Ausnahmen auch möglich sind (wie z. B. (9007) James Bond). Seit 1982 dürfen die Namen inkl. Leerstellen und Trennstrichen nicht länger als 16 Schriftzeichen sein, doch gibt es eine Ausnahme, nämlich (4015) Wilson-Harrington, der 1990 diesen Namen erhielt, als seine Identität mit dem gleichnamigen Kometen von 1949 nachgewiesen wurde. Namen mit diakritischen Zeichen werden angenommen, obwohl im Englischen im alltäglichen Gebrauch die diakritischen Zeichen oft ignoriert werden. (4090) Říšehvězd ist ein Asteroid mit den meisten (genau vier) diakritischen Zeichen. Militärische oder politische Prominente sind unpassend, außer sie sind seit mindestens 100 Jahren tot. Heutzutage werden Namen von Haustieren nicht empfohlen, aber es gibt noch einige aus der Vergangenheit. Namen von Leuten, Firmen oder Produkten, die nur wegen ihres geschäftlichen Erfolgs bekannt sind, werden genauso nicht akzeptiert wie Zitate, die Werbungen ähneln.
Skurrile Namen können für verhältnismäßig gewöhnliche Asteroiden (wie z. B. (26858) Misterrogers) verwendet werden, aber von Namen für diejenigen Asteroiden, die zu einer bestimmten dynamischen Gruppe gehören, wird erwartet, dass sie den strenger definierten Benennungsschemen entsprechen.
- Trojaner (diejenigen mit einer Libration von 1:1 Bahnresonanz mit Jupiter) werden nach den Helden des Trojanischen Kriegs benannt. Asteroiden am Lagrangepunkt L4 werden nach den griechischen Kriegern (wie z. B. (588) Achilles) und Asteroiden am L5 nach den Trojanern (wie z. B. (884) Priamus) benannt, jedoch gibt es auch hier jeweils eine Ausnahme.
- Zentauren, die die Umlaufbahn eines Gasriesen kreuzen oder sich ihr annähern, aber sich nicht in einer stabilisierenden Bahnresonanz befinden, werden nach den Kentauren der griechischen Mythologie benannt (wie z. B. (2060) Chiron nach Cheiron).
- Objekte, die sich in Neptuns mittlerer 3:2-Bahnresonanz befinden, bekommen mythologische Namen, die mit der Unterwelt assoziiert sind (wie z. B. (90482) Orcus).
- Klassische Kuipergürtelobjekte bekommen (nicht unbedingt von den Griechen oder Römern stammende) mythologische Namen, die mit der Schöpfung assoziiert sind (wie z. B. (50000) Quaoar).
- Objekte, die sich der Erdumlaufbahn annähern oder sie kreuzen, bekommen immer noch mythologische Namen (wie z. B. (1862) Apollo), die vorzugsweise männlich sind.

## Kometen
Namen, die Kometen gegeben werden, folgten mehreren verschiedenen Konventionen über die letzten zwei Jahrhunderte. Bevor irgendeine systematische Namenskonvention angenommen wurde, benannte man Kometen auf verschiedene Weise. Der erste benannte Komet war der „Halleysche Komet“, der nun offiziell Komet Halley heißt und nach Edmond Halley benannt ist, der seine Umlaufbahn berechnet hat. Auf ähnliche Art und Weise wurde der zweite periodische Komet namens Komet Encke, der formell 2P/Encke heißt, nach dem Astronomen, Johann Franz Encke der seine Umlaufbahn berechnete, benannt, statt nach seinem eigentlichen Entdecker Pierre Méchain. Andere ähnlich benannte Kometen sind „Bielas Komet“ (3D/Biela) und „Fräulein Herschels Komet“ (35P/Herschel–Rigollet oder Komet Herschel–Rigollet). Die hellsten (nichtperiodischen) Kometen wurden als „Der große Komet von...“ dem Jahr, in dem er erschien, erwähnt.
Im frühen 20. Jahrhundert wurde die Konvention, Kometen nach ihren Entdeckern zu benennen, allgemein akzeptiert und ist bis heute so geblieben. Ein Komet wird nach seinen ersten unabhängigen Entdeckern mit bis zu drei Namen benannt, die mit Trennstrichen getrennt werden. Die IAU zieht es vor, höchstens zwei Entdeckern die Ehre zu machen und tut dies für mehr als drei Entdecker nur dann, wenn „in seltenen Fällen verlorengegangene Kometen erneut entdeckt werden und einen neuen Namen bekommen haben.“ In den letzten Jahren wurden viele Kometen durch Instrumente entdeckt, die von großen Astronomen-Teams gesteuert werden. In diesem Falle werden Kometen nach dem Instrument benannt (wie z. B. Komet IRAS–Araki–Alcock (C/1983 H1), der unabhängig vom Satelliten IRAS und den Amateurastronomen Genichi Araki und George Alcock entdeckt wurde). Komet 105P/Singer Brewster, dessen Entdecker Stephen Singer-Brewster ist, sollte eigentlich „105P/Singer-Brewster“ heißen, was aber als eine gemeinsame Entdeckung von zwei Astronomen namens Singer und Brewster hätte verstanden werden können. Darum wurde der Trennstrich durch eine Leerstelle ersetzt. Die Leerstellen, Hochkommas und andere Schriftzeichen in Entdeckernamen werden in den Kometennamen beibehalten, wie das bei 32P/Comas Solà, 6P/d’Arrest, 53P/Van Biesbroeck, Komet van den Bergh (1974g), 66P/du Toit oder 57P/du Toit–Neujmin–Delporte der Fall war.
Bis 1994 wurde die systematische Kometenbenennung (im „alten Stil“) durchgeführt, indem zuerst den Kometen eine vorübergehende Bezeichnung mit Entdeckungsjahr gefolgt von kleinen Buchstaben gegeben wurde. Die kleinen Buchstaben gaben an, der wievielte entdeckte Komet dieser Komet in dem Entdeckungsjahr war (z. B. hieß gemäß dieser Konvention der Komet Bennett 1969i, weil er der 9. Komet war, der in dem Jahr entdeckt wurde). 1987 wurden mehr als 26 Kometen entdeckt, sodass das Alphabet ähnlich wie bei den Asteroiden mit einer tiefgestellten „1“ wieder von vorne verwendet wurde (Beispiel: Komet Skorichenko–George, 1989e1). Das Rekordjahr war 1989, in dem man bis 1989h1 kam. Wenn einmal eine Umlaufbahn bekannt war, bekam der Komet eine permanente Bezeichnung, die der Reihenfolge der Periheldurchgänge entsprach, indem dem Jahr eine entsprechende römische Zahl hinzugefügt wurde. So wurde z. B. aus Komet Bennett (1969i) der Komet 1970 II.
Eine steigende Anzahl von Kometenentdeckungen machte die Durchführung dieser Prozedur schwierig, sodass 2003 das Committee on Small Body Nomenclature ein neues Benennungssystem anerkannte und 2004 ein neues Bezeichnungssystem genehmigte. Kometen werden nun nach dem Entdeckungsjahr bezeichnet, gefolgt von einem Buchstaben, der den Halbmonat der Entdeckung angibt (A bezeichnet die erste Januarhälfte, B die zweite, C die erste Hälfte vom Februar usw.) und einer Zahl, die die Entdeckungsreihenfolge angibt. Zum Beispiel wurde der vierte Komet, der in der zweiten Februarhälfte entdeckt wurde, als 2006 D4 bezeichnet. Die Buchstaben I und Z werden nicht für die Monatshälften verwendet. Präfixe zeigen die Natur des Kometen an, wobei P/ einen periodischen, C/ einen aperiodischen und X/ einen Kometen mit nicht vertrauenswürdigen Umlaufbahndaten (wie z. B. Kometen in alten Chroniken) bezeichnet. D/ wird für Kometen verwendet, die zerbrachen oder verschwanden, A/ für Kometen, der zuerst als Komet, später aber als Asteroid klassifiziert wurde. Periodische Kometen haben, wie schon gesagt, eine Nummer, die die Entdeckungsreihenfolge wiedergibt. So wird Bennetts Komet systematisch als C/1969 Y1 bezeichnet. Der Halleysche Komet, der der erste als periodisch erkannte Komet ist, hat den systematischen Namen P/1682 Q1. Der systematische Name des Kometen Hale-Bopp ist C/1995 O1. Der bekannte Komet Shoemaker-Levy 9 war der neunte periodische Komet, der gemeinsam von den Astronomen Carolyn Shoemaker, Eugene Shoemaker und David Levy entdeckt wurde (das Shoemaker–Levy-Team hat auch vier aperiodische Kometen zwischen den periodischen entdeckt), aber sein systematischer Name ist D/1993 F2 (er wurde 1993 entdeckt und mit dem Präfix „D/“ versehen, weil beobachtet wurde, wie er auf den Jupiter aufprallte).
Manche Kometen wurden zuerst als Kleinplaneten erkannt und bekamen eine vorübergehende Bezeichnung, bevor kometenhafte Aktivitäten später entdeckt wurden, wie z. B. P/1999 XN120 (Catalina 2) or P/2004 DO29 (Spacewatch–LINEAR). Die MPECs und HTML-Version der IAU-Katalogen und manch andere Quellen wie z. B. das Yamamoto-Rundschreiben und das Kometnyj Tsirkular verwenden sie.

## Extrasolare Planeten
Die Benennung von Exoplaneten wird von der Executive Committee Working Group Public Naming of Planets and Planetary Satellites der IAU organisiert. Die wissenschaftliche Fachbezeichnung besteht aus einem Eigennamen oder dessen Abkürzung, gefolgt von einem kleinen Buchstaben, wie z. B. in 51 Pegasi b. Für ausgewählte Exoplaneten, sowie deren Sterne, wurden im Rahmen von NameExoWorlds genannten Wettbewerben der IAU, Eigennamen gesucht und vergeben. Bisher (Stand 2023) wurden hierzu 3 Runden (2015, 2019, 2023) durchgeführt, in denen 146 Sterne und 163 sie umkreisende Planeten benannt wurden.